# День редких заболеваний
День больных редкими заболеваниями — мероприятие, проводимое в последний день февраля с целью повышения осведомлённости о редких заболеваниях и улучшения доступа к лечению и медицинской помощи лицам с редкими заболеваниями и их семьям.
Европейская организация по редким заболеваниям была создана 2008 году для повышения осведомлённости о неизвестных или недооцененных заболеваниях. В 2009 году День редких заболеваний стал глобальным. Национальная организация по редким заболеваниям (NORD) мобилизовала 200 организаций по защите пациентов с редкими заболеваниями в Соединённых Штатах. Организации в Китае, Австралии, Тайване и Латинской Америке также прилагают усилия в своих странах для продвижения дня редких заболеваний.

## 2008 год
Первый день редких заболеваний был проведен 29 февраля 2008 года во многих европейских странах и в Канаде через Канадскую организацию по редким заболеваниям, организованную Европейской организацией по редким заболеваниям. Дата была выбрана потому, что 29 февраля — «редкий день», а в 2008 году исполняется 25 лет со дня принятия Закона о лекарственных препаратах от редких заболеваний в США. Люди принимали участие в шествиях и пресс-конференциях для повышения осведомлённости общественности о редких заболеваниях, организовывали сбор средств и массово писали представителям правительства; некоммерческие организации, связанные со здоровьем во многих странах, также проводили мероприятия, собрания, и кампании. День также включал открытое заседание Европейского парламента, специально посвящённое обсуждению политических вопросов, касающихся редких заболеваний.

## 2009 год
В 2009 году День редких заболеваний впервые отмечался в Панаме, Колумбии, Аргентине, Австралии, Сербии, России, Китайской Народной Республике и США. В Соединённых Штатах Национальная Организация по редким заболеваниям подписала соглашение о координации Дня редких заболеваний 28 февраля и начала сотрудничество с медиа-партнёром Discovery Channel, а также примерно с 180 другими партнёрами, для организации различных мероприятий. Правительства нескольких штатов США выпустили прокламации в отношении Дня редких заболеваний.

## 2010 год
День редких заболеваний 2010 года отмечался в воскресенье, 28 февраля. Темой Дня редких заболеваний 2010 года было «Пациенты и исследователи: партнёры на всю жизнь».
В мероприятии приняли участие в общей сложности 46 стран. Новичками из Восточной Европы были Латвия, Литва, Словения и Грузия. В мероприятии также приняли участие 3 африканские страны.

## 2011 год
День редких заболеваний 2011 года состоялся 28 февраля. Темой 2011 года было «Редкие заболевания и неравенство в отношении здоровья». Внимание было уделено различиям между пациентами с редкими заболеваниями, а также сравнению с другими сегментами общества, для обеспечения равного доступа к медицинскому обслуживанию, социальным услугам и правам, а также доступ лекарствам и лечение для сирот.

## 2012 год
В 2012 году тема была «Солидарность», а лозунг — «Нас мало, но мы вместе». В число других членов глобального комитета по планированию входят представители национальных альянсов по редким болезням в нескольких европейских странах.

## 2014 год
Седьмой ежегодный День редких заболеваний был проведен 28 февраля 2014 года. Слоган на 2014 год: «Прошлое с неопределённостью, будущее с надеждой». Цель дня — повысить осведомлённость людей с редкими заболеваниями. 350 миллионов человек страдают от редких заболеваний во всём мире. В 2014 году приняли участие восемьдесят четыре страны, которые провели более четырёхсот мероприятий по всему миру. Важно распространять информацию, чтобы помочь найти способы диагностики и найти необходимые методы лечения и вмешательства при заболеваниях.

## 2018 год
День редких болезней 2018 года был одиннадцатым. Слоган был «Покажи свою редкость; покажи свою заботу» и включал в себя создание масок, с помощью аквагрима, людьми с редкими заболеваниями. Пять новых наций приняли участие в Дне редких заболеваний 2018 года: Кабо-Верде, Гана, Сирия, Того и Тринидад и Тобаго, в результате чего число стран-участниц достигло 80.